# Lista de capítulos de Kami nomi zo Shiru Sekai
O mangá Kami nomi zo Shiru Sekai escrito e ilustrado por Tamiki Wakaki, foi publicado pela editora Shogakukan na revista Weekly Shōnen Sunday. O primeiro capítulo de Kami nomi foi publicado em abril de 2008 e a publicação encerrou em abril de 2014 no capítulo 268, contando com 26 volumes. Nesta página, os capítulos estão listados por volume, com seus respectivos títulos originais (títulos originais na coluna secundária, os volumes de Kami nomi não são titulados).

## Volumes 1~9
| - 1. O Mundo é Movido pelo Amor - 2. Uma Irmãzinha Diabólica - 3. Querida, Você é Uma Menina Rica - 4. Dirija Meu Carro - 5. Eu não Quero Estragar a Festa - 6. Mais que Deus, Menos que Um Humano | - 1. 世界はアイで動いてる (Sekai wa Ai de Ugoiteru) - 2. あくまでも妹です (Akumademo Imouto desu) - 3. ベイビー・ユー・アー・ア・リッチ・ガール (Beibii Yū Ā Ricchi Gāru) - 4. ドライヴ・マイ・カー (Doraivu Mai Kā) - 5. パーチィーはそのままに (Pāchii wa Sono Mama ni) - 6. 神以上、人間未満 (Kami Ijō, Ningen Miman) |

| - 7. Ídolo Bomba!! - 8. Até um Garoto - 9. Eu sou Ordinária? - 10. Estrela Brilhante - 11. Ellie tão Doce - 12. Unindo-se - 13. Dentro e Fora da Grande Muralha - 14. Dentro do Meu...... - 15. Abra a Porta - 16. O Último Dia - @. Mundo em Mudança | - 7. IDOL BOMB!! - 8. UP TO BOY - 9. ワタシ平凡? (Watashi Heibon?) - 10. Shining Star - 11. エリー SO SWEET (Erii So Sweet) - 12. Coupling/With - 13. 大きな壁の中と外 (Ōkina Kabe no Naka to Soto) - 14. あたしの中の・・・・・・ (Atashi no Naka no......) - 15. 扉を開けて (Tobira wo Akete) - 16. おしまいの日 (Oshimai no Hi) - @. 変わるセカイ (Kawaru Sekai) |

| - 17. A Cruzada que Está Acontecendo Lá Fora - 18. A Solitária Flor Florescente - 19. Um Coração Dividido - 20. Sobrevivência do Mais Amável - 21. Resolvido com Um Punho - 22. Chefe do Distrito, Chegando. - 23. Chefe do Distrito, Ameaçada. - 24. Chefe do Distrito, Narração do Inferno. - 25. Chefe do Distrito, Precisando de Algo. - 26. Chefe do Distrito, Recuperando seu Orgulho. | - 17. 今そこにある聖戦 (Ima Soko ni Aru Seisen) - 18. 一花繚乱 (Ikka Ryōran) - 19. 以心分心 (Ishin Bunshin) - 20. 優勝烈敗 (Yūshō Retsupai) - 21. 一拳落着 (Ikken Rakuchaku) - 22. 地区長、来たる。 (Chikuchō, Kitaru.) - 23. 地区長、脅迫される。 (Chikuchō, Kyōhaku Sareru.) - 24. 地区長、地獄を語る。 (Chikuchō, Jigoku wo Kataru.) - 25. 地区長、捕りモノをする。 (Chikuchō, Torimono wo Suru.) - 26. 地区長、誇りを取り戻す。 (Chikuchō, Hokori wo Torimodosu.) |

| - 27. Chá para Três. - 28. Dias Chuvosos e Segundas-feiras - 29. Até Você Achar seu Caminho, Sempre Choverá - 30. Se a Chuva Parasse - 31. 10% de Expectativa de Chuva - 32. Cantando na Chuva - 33. Primeira ☆ Incumbência - 34. Destruindo ☆ Tijolos - 35. O Amanhecer de ☆ Algo - 36. Olhos de 24 Bits | - 27. 3人でお茶を。 (Sannin de Ocha wo.) - 28. 雨の日と月曜日は (Ame no Hi to Getsuyōbi wa) - 29. たどりついたらいつも雨ふり (Tadoritsuitara Itsumo Ame Furi) - 30. 雨がやんだら (Ame ga Yandara) - 31. 10％の雨予報 (10-pāsento no Ame Yohō) - 32. Singing in the Rain - 33. はじめての☆おつかい (Hajimete no ☆ Otsukai) - 34. つみき☆くずし (Tsumiki ☆ Kuzushi) - 35. なにかの☆よあけ (Nanika no ☆ Yoake) - 36. 24ビットの瞳 (24-bitto no Hitomi) |

| - 37. Nagase-sensei do 2º Ano B - 38. Guerra ☆ Escolar - 39. Tempos Ansiosos - 40. Professora Desmantelada - 41. Dentro do Coração, O Sol Sempre... - 42. Um Demônio que é Pequeno = Pequeno Demônio - 43. Criança da Lua - 44. A Meia-lua do Amor - 45. A Lua e uma Luva - 46. Senhor Luz do Luar | - 37. 2年B組長瀬先生 (2-nen B-gumi Nagase-sensei) - 38. スクール☆ウォーズ (Sukūru ☆ Uōzu) - 39. 熱中時代 (Necchū Jidai) - 40. スクラップト・ティーチャー (Sukurapputo Tiichā) - 41. いつも心に太陽を (Itsumo Kokoro ni Taiyō wo) - 42. 悪魔が小さいと書いて小悪魔なのダ (Akuma ga Chiisai to Kaite Koakuma na no da) - 43. Moon Child - 44. 恋のハーフムーン (Koi no Hāfu Mūn) - 45. 月とテブクロ (Tsuki to Tebukuro) - 46. Mr.ムーンライト (Misutā Mūnraito) |

| - 47. A Garota Dela - 48. As Circunstâncias Delas - 49. Ela x Ela x Ele - 50. H2O - 51. Toque - 52. Passo Lento - 53. Luz Solar em Volta de Tudo - 54. "4 Pessoas e Um Ídolo" - 55. AJUDE! - 56. Re"limpagem" | - 47. 彼女の彼女 (Kanojo no Kanojo) - 48. 彼女彼女の事情 (Kanojo Kanojo no Jijō) - 49. 彼女x彼女x彼 (Kanojo x Kanojo x Kare) - 50. H20 - 51. TOUCH - 52. スローステップ (Surō Suteppu) - 53. 陽当たり良好 (Hiatari Ryōkō) - 54. 「4人とアイドル」 ("Yonnin to Aidoru") - 55. HELP! - 56. 同“掃”会 (Dō"sō"kai) |

| - 57. Reunião - 58. Metamorfose - 59. Crise - 60. Carma - 61. Duas Pessoas - 62. Encontro I - 63. Encontro II - 64. Volta - 65. Vizinhas - 66. Noites Em Cetim Branco | - 57. 再会 (Saikai) - 58. 変身 (Henshin) - 59. 危機 (Kiki) - 60. 業果 (Gōka) - 61. 二人 (Futari) - 62. 邂逅Ⅰ (Kaikō I) - 63. 邂逅Ⅱ (Kaikō II) - 64. 転結 (Tenketsu) - 65. ガールズ・ネクスト・ドア (Gāruzu Nekusuto Doa) - 66. Nights In White Satin |

| - 67. Suba em Minha Gangorra - 68. Toda Boa Garota Merece Ajuda - 69. Char Siu da Preocupação - 70. Bolinhos de Carne do Egoísmo - 71. Esforço Através do Bolinho de Arroz - 72. O Lámen Chamado Juventude - 73. Escape do Harém - 74. Flauta Mágica - 75. Guerras de Verão - 76. A Fuga do Cavalo, Presa do Peão | - 67. Ride My See-Saw - 68. Every Good Girl Deserves Favour - 69. 胸さわぎチャーシュー (Munesawagi Chāshū) - 70. 勝手にミートボール (Katte ni Miitobōru) - 71. 努力もち (Doryoku Mochi) - 72. 青春という名のラーメン (Seishun to iu Na no Rāmen) - 73. 後宮よりの逃走 (Kōkyū yori no Tōsō) - 74. 魔笛 (Mateki) - 75. サマーウォーズ (Samā Uōzu) - 76. 桂の高飛び歩の餌食 (Kei no Takatobi fu no Ejiki) |

| - 77. Sem se Aproximar do Rei - 78. Recebido pelas Mãos Profanas - 79. Três Cavalos que Impedem um Xeque-mate - 80. Intrusos de Pijama - 81. Garota, Garoto - 82. Eu e Ela Olho a Olho - 83. As Mudanças - 84. Rosto Bonito - 85. Cintilante Brincalhão - 86. Eu sou Ela e a Heroína está no Herói | - 77. 王飛近づくべからず (Ō hi Chikazu Bekarazu) - 78. 寄せは俗手で (Yose wa Zokute de) - 79. 三桂あって詰まぬことなし (Sanke Atte Tsumanu koto Nashi) - 80. パジャマでおじゃま (Pajama de Ojama) - 81. 少女・少年 (Shōjo - Shōnen) - 82. 僕と彼女の目×目 (Boku to Kanojo no Ai x Ai) - 83. とりかへばや (Torikahebaya) - 84. プリティフェイシズ (Puridi Feishizu) - 85. ♂ティンクル2♀トリックスター (Tinkuru Torikkusutā) - 86. おれがあいつでヒロインがヒーローインで (Ore ga Aitsu de Hiroin ga Hiirōin de) |

## Volumes 10~18
| - 87. Dúvida da Princesa - 88. Levantando o Corpo - 89. Turno A - 90. Irmã Gênio - 91. Irmã Encantadora - 92. Plano da Irmã - 93. Irmã Gigante - 94. Ensine-nos!! Kami-niisama!! - 95. O Segredo da Irmã - 96. Irmã Nua | - 87. プリンセス・ダウト (Purinsesu Dauto) - 88. ボヂィージャック (Bodiijakku) - 89. ターノA (Tāno A) - 90. SISTER GENIUS - 91. SISTER GLAMOROUS - 92. SISTER SCHEME - 93. SISTER GIANT - 94. おしえて!!神に～さま!! (Oshiete!! Kami-niisama!!) - 95. SISTER SECRET - 96. SISTER NAKED |

| - 97. Panico da Irmã - 98. Panico da Irmã 2 - 99. Irmã Irmã - 100. Irmã Irmã 2 - 101. Irmã de Pé - 102. O Demônio Pode Chorar - 103. O Demônio Pode Tentar - 104. Primeiro de Tudo a Triagem - 105. Carta do Triângulo Amoroso - 106. Três de Um Par Perfeito | - 97. SISTER PANIC - 98. SISTER PANIC 2 - 99. SISTER SISTER - 100. SISTER SISTER 2 - 101. SISTER STANDING - 102. Devil May Cry - 103. Devil May Try - 104. とりあえずトリアージ (Toriaezu Toriāji) - 105. トライアングルラブレター (Toraianguru Rabu Retā) - 106. Three of A Perfect Pair |

| - 107. CORRE CORRE CORRE - 108. Venus em Pele - 109. Miss Robô - 110. Andróides Sonham com Costeletas de Frango? - 111. Manequim - 112. Namorada Perfeita - 113. I.A. - 114. Apollo - 115. Fragmentos do Sol - 116. Quando o Sol Se Põe | - 107. RUN RUN RUN - 108. Venus in Furs - 109. ミス ロボット (Misu Robotto) - 110. アンドロイドはチキンカツの夢を見るか? (Andoroido wa Chikenkatsu no Yume wo Miru ka?) - 111. マネキン (Manekin) - 112. 絶対彼女 (Zettai Kanojo) - 113. A・I - 114. アポロ (Aporo) - 115. 太陽の破片 (Taiyō no Hahen) - 116. When the Sun Goes Down |

| - 117. PALPITE - 118. Formação de Luta - 119. Olhe para Trás com Raiva - 120. PAZ - 121. Abandonar - 122. Confissões 2/5 - 122b. O Mundo que Só o Pequeno Demônio Conhece - 123. Profect A - 124. Amoroteca - 125. Conto de Outono de 6 Meninos e Meninas - 126. 5 INÍCIOS | - 117. CUE - 118. スクランブルフォーメーション (Sukuranburu Fōmēshon) - 119. Look Back in Anger - 120. PEACE - 121. キャストオフ (Kyasuto Ofu) - 122. 告白 2/5 (Kokuhaku 2/5) - 122b. コアクマのみぞ知るセカイ (Koakuma nomi zo Shiru Sekai) - 123. Profect A - 124. Loverary - 125. 男女6人秋物語 (Danjo Rokunin Aki Monogatari) - 126. 5 HOME |

| - 127. Reservas Gêmeas - 128. Colaboração - 129. Perto da Borda - 130. Truque Barato - 131. Múltiplos Desenvolvimentos Simultâneos - 132. Manobra da Boneca no Salão - 133. Boneca Canhão - 134. Ataque das Bruxas - 135. Missão em completa - 136. Guerra de Substituição | - 127. ツインブッキング (Tsuin Bukkingu) - 128. コラボレーション (Koraborēshon) - 129. Close to the Edge - 130. Cheap Trick - 131. 同時多発的展開 (Dōji Tahatsu-teki Tenkai) - 132. Doll Roll Hall - 133. Canondoll - 134. Strike Witches - 135. Mission in complete - 136. 代理戦争 (Dairi Sensō) |

| - 137. Captura - 137b. O Mundo que Só o Pequeno Demônio Conhece - 138. Uma Dificuldade Após Outra - 139. Caso a Caso a Caso - 140. Heroína Perfeita - 141. Sr. Dama, Sra. Cavalheiro - 142. Soco NO Encontro - 143. Cavaleiro à Noite - 144. Encontros Temporários - 145. Três Formas de se Conseguir um Encontro Romântico - 146. Texto de Aventura | - 137. 捕獲 (Hokaku) - 137b. コアクマのみぞ知るセカイ (Koakuma nomi zo Shiru Sekai) - 138. 一難去って (Ichinan Satte) - 139. ケース・バイ・ケース・バイ・ケース (Kēsu bai Kēsu bai Kēsu) - 140. パーフェクトヒロイン (Pāfekuto Hiroin) - 141. Mr.レディ Ms.ジェントルマン (Misutā Redī Mizu Jentoruman) - 142. パンチDEデート (Panchi DE Dēto) - 143. ナイトinナイト (Naito in Naito) - 144. 一過団欒 (Ikka Danran) - 145. 第三種変愛接近遭遇 (Dai Sanshu Ren'ai Sekkin Sōgū) - 146. テキスト・アバンチュール (Tekisuto Abanchūru) |

| - 147. Fuga Romântica - 148. O Longo Confinamento - 149. Sobre Mim. - 150. Bem-vindo ao Inferno - 151. Desenvolvimento Interrompido - 152. Novos Hóspedes - 153. Eu, Me, Meu - 154. JOGUE O JOGO - 155. Silhueta de Romance - 156. Eu te Ouvi | - 147. 逃避行 (Tōhikō) - 148. かくも長き籠城 (Kakumo Nagaki Rōjō) - 149. 私について。 (Watashi ni Tsuite.) - 150. Welcome to Hell - 151. Arrested Development - 152. Brand new Guests - 153. アイ・みー・まいン (Ai Mii Main) - 154. PLAY THE GAME - 155. シルエット・ロマンス (Shiruetto Romansu) - 156. 聞いてたんだよ (Kiitetanda yo) |

| - 157. Flag ∞ Propagação - 158. Mistura de Deusas - 159. Aqualung - 160. Abandono - 161. Fuga - 162. Véspera - 163. Cruzamento de Disputa - 164. Está Bem - 165. Telhado - 166. Amantes Ausentes - 167. Bum | - 157. フラグ∞増殖 (Furagu ∞ Zōshoku) - 158. めがみみっくす (Megami Mikkusu) - 159. アクアラング (Akuarangu) - 160. ドロップアウト (Doroppuauto) - 161. 脱出 (Dasshutsu) - 162. 前夜祭 (Zen'yasai) - 163. スクらんぶる交差点 (Sukuranburu Kōsaten) - 164. いいよ (Ii yo) - 165. 屋上 (Okujō) - 166. Absent Lovers - 167. ゴズ (Gozu) |

| - 168. Parada no Banho - 169. Abismo - 170. Buraco - 171. Para Alguns Amantes Mais - 172. O Bom, O Mau, e O Feio - 173. Punir e Desaparecer - 174. Labirinto - 175. TUMULTO - 176. Gênio Perverso - 177. Flores Malignas - 178. Lugar Privilegiado | - 168. バス・ストップ (Basu Sutoppu) - 169. 淵 (Fuchi) - 170. 穴 (Ana) - 171. For A Few Lovers More - 172. The Good, The Bad, and The Ugly - 173. Punish Vanish - 174. ラビリンス (Rabirinsu) - 175. RIOT - 176. Wicked Genius - 177. 悪の華 (Aku no Hana) - 178. 特異点 (Tokuiten) |

## Volumes 19~26
| - 179. Gigolô por Uma Noite - 180. A Jovem Senhorita do Verão Crepitante - 181. Brinde - 182. AMOR VERDADEIRO - W. ERA UMA VEZ EM MAIJIMA - 183. Me Abrace NESTA NOITE - 184. MOSTRE-ME - 185. Cidade das Sombras - 186. ff - 187. Sinos de Casamento - 188. Está Tudo Bem - 189. Lembranças do Meu Primeiro Amor | - 179. ONE NIGHT GIGOLO - 180. 飛んで火に入る夏の令嬢 (Tonde Hi ni Iru Natsu no Reijō) - 181. かんぱい (Kanpai) - 182. TRUE LOVE - W. ONCE UPON A TIME IN MAIJIMA - 183. 抱きしめて TONIGHT (Dakishimete Tonight) - 184. SHOW ME - 185. シャドーシティ (Shadō Shiti) - 186. ff - 187. ウエディング・ベル (Uedingu Beru) - 188. It's All Right - 189. 初めて恋をした記憶 (Hajimete Koi Wo Shita Kioku) |

| - 190. Trovão Distante - 191. UMA GAROTA - 192. Olá-Normal - 193. CHAVE - 194. Bomba de Preocupações - 195. Além da BANDEIRA - 196. Criança no Tempo - 197. Timão - 198. Demônio Caído - 199. PARE COM ISSO - 200. Nova Ordem | - 190. 遠雷 (Enrai) - 191. A GIRL - 192. Hi-日常 (Hi-Nichijō) - 193. KEY - 194. Worry Bomb - 195. Beyond the FLAG - 196. Child in Time - 197. 操舵輪 (Sōda-rin) - 198. Fallen Devil - 199. STOP IT - 200. New Order |

| - 201. Nova Carreira em uma Nova Conquista - 202. Irmã de Verão - 203. Existe uma vontade... - 204. Um Pequeno Pássaro Preso - 205. Encarar e Enganar - 206. Prescrição de Adulto - 207. Desculpa Por Te Perturbar Toda Hora - 208. Um Jogo que Não Quer Ser Proibido - 209. A Família Shiratori - 210. O Tempo Presente "Kanon" (Início) - 211. O Tempo Presente "Kanon" (Fim) | - 201. A New Career in a New Flag - 202. サマーシスター (Samā Shisutā) - 203. There is a will・・・ - 204. 籠の中の小鳥 (Kago no Naka no Kotori) - 205. Trick and Treat - 206. 大人の処方箋 (Otona no Shohōsen) - 207. 毎度おさわがせします (Maido Osawagaseshimasu) - 208. 禁じられたくない遊び (Kinjiraretakunai Asobi) - 209. 白鳥家 (Shiratori-ke) - 210. The Present Time “Kanon” 前編 (Zenpen) - 211. The Present Time “Kanon” 後編 (Kōhen) |

| - 212. Ponto de Partida - 213. Alarme a la Moda - 214. Até Hoje e Desde Ontem - 215. Leis de Causa e Efeito - 216. E.T. - 217. O Espaço é um Grande Problema - 218. O Fantasma - 219. Uh Lala - 220. O Tempo Presente "Yui" - 221. A Terra da Diversão - 222. O Dono de UM CORAÇÃO SOLITÁRIO | - 212. Flashpoint - 213. Alarm a la Mode - 214. 今日までそして昨日から (Kyō Made Soshite Kinō Kara) - 215. 因果律タービュランス (Ingaritsu Tābyuransu) - 216. E.T. - 217. 宇宙は大へんだ (Uchū wa Taihen da) - 218. 亡霊 (Bōrei) - 219. Ooh La La - 220. The Present Time “YUI” - 221. The Pleasure Land - 222. Owner of A LONELY HEART |

| - 223. O Menino Conhece a Chefe - 224. Duas Vezes na Vida - 225. Cooperação - 226. Terra de Ninguém - 227. A Lenda de um Herói sem Causa - 228. Batalha Aérea da Rainha - 229. Você é Mais Bonita que uma Rosa - 230. Perto de Você - 231. Anjo Maligno - 232. O Tempo Presente "Shiori & Tsukiyo" - 233. Abertura | - 223. ボーイ・ミーツ・チーフ (Bōi Mītsu Chīfu) - 224. Twice in a Lifetime - 225. コーポレーション (Kōporēshon) - 226. ノーマンズランド (Nō Manzu Rando) - 227. 無目的救世主伝説 (Mu Mokuteki Kyūseishu Densetsu) - 228. オンエアクイーンバトル (On Ea Kuīn Batoru) - 229. 君はバラより美しい (Kimi wa Bara Yori Utsukushī) - 230. Close to you - 231. Evil Angel - 232. The Present Time “Shiori & Tsukiyo” - 233. 開幕 (Kaimaku) |

| - 234. Barulho no Topo - 235. Conversa de Garotas - 236. O Amor é uma Fumaça - 237. O Céu Nublado de Romeo - 238. Sorrisos e Vilões - 239. NÃO PODE SER - 240. O Tempo Presente "Tsukiyo & Shiori" - 241. Trabalhos de Amor Perdido - 242. Tempestade - 243. O Amor Não É Perda de Tempo - 244. Muito Barulho por "Alguma Coisa" | - 234. 頂上発止 (Chōjō Hasshi) - 235. ガールズトーク (Gāruzu Tōku) - 236. Love is a Smoke - 237. ロミオのくもり空 (Romio no Kumori Sora) - 238. Smiles and Villans - 239. NOT TO BE - 240. The Present Time “Tsukiyo & Shiori” - 241. Love's Labour's Lost - 242. テンペスト (Tenpesuto) - 243. Love's Not Time's Fool - 244. Much Ado about “Something” |

| - 245. Como Você Gosta - 246. Deveres Difíceis, Deveres Fáceis - 247. A Conquista da Fera - 248. O Melhor Para Meu Inimigo - 249. UM ACORDO - 250. UM ACORDO 2 - 251. UM ACORDO 3 - 252. O Tempo Presente "Ayumi" - 253. Todas as Bandeiras Juntas - 254. Ao Destino - 255. UM ACORDO 4 - 256. Do Além | - 245. As You Like - 246. 良い縒り糸、悪い縒り糸 (Yoi Yoriito, Warui Yoriito) - 247. じゃじゃ馬ならし (Jaja Umanarashi) - 248. The Better for My Enemy - 249. A SETTLEMENT - 250. A SETTLEMENT 2 - 251. A SETTLEMENT 3 - 252. The Present Time “Ayumi” - 253. All Together Flag - 254. To The Destiny - 255. A SETTLEMENT 4 - 256. 彼方から (Kanata Kara) |

| - 257. Sob a Cobertura da Noite - 258. Vamos Passar a Noite Juntos - 259. Destruído - 260. Pinte De Branco - 261. Sem Expectativas - 262. Coração de Pedra - 263. Você Não Pode Sempre Conseguir o que Quer - 264. Lançar uma Luz - 265. DESTINO MUNDIAL - 266. Noite Romântica a 2 - 267. Um Símbolo de Amor - 268. A Porta para o Amanhã | - 257. Undercover of the Night - 258. Let’s Spend the Night Together - 259. Shattered - 260. Paint It Blank - 261. No Expectations - 262. Heart of Stone - 263. You Can't Always Get What You Want - 264. Shine a Light - 265. WORLD FORTUNE - 266. ろまんちっく☆2Night (Romanchikku ☆ 2 Night) - 267. コイノシルシ (Koi no Shirushi) - 268. 未来への扉 (Mirai e no Tobira) |